# Шіяцзи
Шиязі — бетонна гравітаційна гребля та ГЕС на річці Хунцзяду (Hongjiadu), притоці річки Уцзян, повіт Учуань-Гелао-Мяо, провінція Гуйчжоу, Китай. Основна мета греблі ГЕС вироблення електроенергії. Будівництво греблі розпочалося в 2007 році. Наповнення водосховища розпочалося у вересні 2010 року. Генератори були введені в експлуатацію 31 грудня 2011. Гребля, розташована у важкодоступному місці - каньйон Меїлін.  Гребля заввишки 134,5 м, утворює водосховище об'ємом 321 500 000 м³. Будівництво відбувалось як зі звичайного так й укоченого бетону. ГЕС має дві радіально-осьові гідротурбіни потужністю 70 МВт, або загальною  встановленою потужністю 140 МВт